# Oriflame
Oriflame Holding AG (Oriflame) (произносится Орифлэйм) — шведско-швейцарская компания, специализирующаяся на разработке, производстве и продаже средств по уходу за кожей, средств личной гигиены, парфюмерии и декоративной косметики, продукции здорового питания и аксессуаров.
С 2004 года компания была зарегистрирована в Люксембурге под названием Oriflame Cosmetics S.A. и по 2015 год акции компании обращались на Стокгольмской бирже (NASDAQ OMX Nordic); в 2015 году компания провела реорганизацию головной группы, поменяла регистрацию с люксембургской на швейцарскую, по месту расположения финансово-юридических подразделений, а также сменила название: c июля 2015 года на NASDAQ OMX Nordic обращаются акции компании Oriflame Holding AG.
Центры разработки продукции компании находятся в Стокгольме и Дублине. По данным компании, она представлена в 60 странах мира, где предлагает свою продукцию на сайтах и по регулярно обновляющимся каталогам. Компания «Орифлэйм» работает методом прямых продаж (продавая свою продукцию напрямую онлайн или оффлайн, через консультантов — партнёров компании).

## История
Компания «Орифлейм» была основана в Швеции в 1967 году братьями Йонасом и Робертом аф Йокниками совместно с их другом. Своё название компания получила в честь Орифламмы — Королевского знамени (орифламма — лат. aureum — золото, flamma — пламя), изначально представлявшего запрестольную хоругвь и использовавшегося в качестве боевого знамени французскими королями.

### Ключевые даты
- 1967 год — основание компании в Швеции[4];
- 1970 год — вышел первый каталог Oriflame
- 1972 год — компания выходит на международный косметический рынок, открывает офис головного правления в Брюсселе;
- 1982 год — компания открывает центральный научно-производственный комплекс в Ирландии;
- 1982 год — компания была зарегистрирована на Лондонской товарной бирже;
- 1992 год — начало деятельности компании в России и Украине;
- 1995 год — открытие производственного комплекса в Варшаве, Польша;
- 18 марта 1996 года — начало работы методом прямых продаж и внедрение многоуровневого маркетинг-плана в России[источник не указан 1924 дня];
- 1996 год — открытие производства в Дели, Индия;
- 2003 год — компания приобрела новый производственный комплекс в Швеции[5];
- 2004 год — в России в г. Красногорске (Московской обл.) начинается строительство первого торгово-производственного комплекса компании[6];
- 2004 год — акции компании выпущены на Стокгольмскую биржу[4][7];
- 2005 год — открытие производства в сорока километрах от Шанхая, Китай;
- 2006 год — запущен производственный комплекс в Красногорском районе Московской области (переведен в Ногинский район М. О. в 2015 г.)
- 2009 год — на первом российском заводе выпущена миллионная губная помада[8];
- 2009 год — количество консультантов Орифлэйм в мире превысило 3 млн человек[4];
- февраль 2015 года — компания открыла производственно-логистический комплекс (26 га, объём инвестиций более 150 млн евро) в Ногинском районе Московской области и начала производство губной помады, шампуней, гелей для душа, дезодорантов и другой продукции.

## Деятельность
Возможно, компания Oriflame начала свой бизнес с производства одной линии средств по уходу за кожей. Постоянный ассортимент компании — почти 1000 наименований. Информационная поддержка осуществляется при помощи каталогов и других печатных материалов, выходящих тиражом 100 миллионов экземпляров на 35 языках и разработанных собственным дизайнерским агентством компании. На местных рынках такая стратегия поддерживается рекламными кампаниями и интенсивными программами по связям с общественностью, способствующими развитию популярности марки.
Компания Oriflame продает свою косметику дистанционно — через интернет, а также методом прямых продаж. Зарегистрировавшееся в качестве «консультанта» лицо получает возможность покупать продукцию со скидкой около 20 % и более, а также может получать комиссионное вознаграждение за доставку товаров и за покупки приглашенных ими клиентов.
Компания имеет пять собственных фабрик, расположенных в Швеции, Польше, России, Китае и Индии и два центра исследований и разработок — в Дублине (Ирландия) и Стокгольме (Швеция).

### В России
Компания начала свою деятельность в России в 1992 году, предлагая свою продукцию в розничных магазинах.
В 1996 году начала продвигать свою продукцию методом прямых продаж.
В 2006—2013 гг. владела фабрикой в Красногорском районе (Московская область) по производству губной помады и блеска для губ; в конце 2014 года производство из Красногорска было перенесено в Ногинский район Московской области, где компания инвестировала 150 млн евро в строительство производственно-логистического комплекса.
Сервисные пункты обслуживания «Орифлейм» расположены более чем в 1900 городах России. В 18 крупных городах (Москва, Санкт-Петербург, Екатеринбург, Краснодар, Воронеж, Саратов, Новосибирск, Казань, Пермь, Ростов-на-Дону, Уфа, Омск, Иркутск, Челябинск, Ярославль, Хабаровск, Волгоград, Нижний Новгород, Красноярск и Самара) работают Сервисные центры.
Согласно годовому отчету компании, опубликованному 14 февраля 2013 года, продажи подразделения «CIS & Baltics» в 2012 году составили 800 млн евро, что больше половины от общего объёма продаж (1489,3 млн евро) компании в мире. В рейтинге Эксперт-400 с показателями продаж 2011 года компания занимает 323-е место с заявленным объёмом продаж 19,115 млрд рублей.
В интервью в сентябре 2013 года глава компании Магнус Брэннстрём заявил, что Россия является первым по величине рынком для Oriflame, Украина — вторым, Казахстан входит в первую десятку, а в целом на страны СНГ приходится более половины всех продаж компании.
В 2023 году Oriflame продала российский бизнес (завод в Ногинске) группе компаний «Арнест».

## Критика
В 2019 году в Иране был закрыт главный офис компании, а также задержаны 4 сотрудника, позже отпущенных под залог. Через несколько месяцев министр по делам разведки Ирана обвинил компанию Oriflame в намерении подорвать государственную безопасность Ирана.
В 2014 году российское подразделение «Орифлейм» было заподозрено Управлением ФНС в намеренном занижении доходов и уклонении от уплаты налогов.
В январе 2016 года ФНС России выиграла суд о трансграничных операциях и дополнительной выплате налогов компании Орифлейм в размере более 580 миллионов рублей. В апреле 2017 года в офисе был проведен повторный обыск по обвинению в мошенничестве в особо крупном размере.